# І-4
І-4 (АНТ-5) «Винищувач четвертий» (Андрій Миколайович Туполєв п'ятий). Перший радянський суцільнометалевий винищувач, побудований з кольчугалюмінію. Одномісний підкісний біплан. Літаки будували серійно на заводі № 22 у Філях із середини 1929 року. Перебували на озброєнні до 1935 року, і ще рік — в авіашколах.

## Історія створення
З осені 1925 року Науково-технічний комітет Управління Військово-повітряних сил (НТК УВВС) розробляв конструкторське завдання на винищувач з двигуном повітряного охолодження для заміни винищувачів Fokker D.VII, Fokker D.XI (частково вироблених за ліцензією) та Martin. Завдання затверджено 7 липня 1927 року. Але вже 2 лютого 1926 року керованому О. М. Туполєвим Відділу авіації, гідроавіації та дослідного будівництва (АГОС) ЦАГІ замовлено проєкт суцільнометалевого винищувача. Літак розроблений Конструкторською бригадою П.О. Сухого у відділі, яким тоді керував А. І. Путілов.
Завдання вимагало: швидкість польоту біля землі – 260 км/год, на висоті 5000 м – 250 км/год, набір висоти 5000 м за 12 хв; виконання вісімки протягом 25-28 с; швидкозмінне колісне та лижне шасі; чотири кулемети та радіостанцію; знімну броню для льотчика ззаду та знизу.
За зовнішнім виглядом проєкт Путілова повторював винищувач німецького авіаконструктора Райнхольда Платца Fokker D.XI з фанерною обшивкою, що з 1922 року випускався в СРСР за ліцензією на заводі «Авіапрацівник». Але І-4 був суцільнометалевий, зі значно потужнішим зіркоподібним двигуном повітряного охолодження. Інженер Павло Сухий спроєктував незвичайну мотораму, яка виготовлялася штампуванням.
Перший АНТ-5 із мотором Юпітер 9Ad виробництва французької фірми Гном-Рон потужністю 420 к.с. здійснив перший політ 10 серпня. Випробовувачем від НДІ ВПС був Михайло Громов. На випробуваннях І-4 показав себе жахливим кандидатом: швидкість 240 км/год, набір 5000 м за 14 хв., вісімка за 31-34 с. Використовували лижі винищувача І-2.
З урахуванням зауважень, листопаді 1927 року виготовлено дерев'яний макет нового проєкту, названого «дублер». Наприкінці листопада НТК УВВС затвердив новий вигляд літака, допустив І-4 на постачання ВПС РСЧА. У грудні було розпочато випуск креслень для серійного виробництва літака на заводі № 22 у Філях, єдиному в СРСР підприємстві з досвідом виготовлення літаків з алюмінієвих сплавів. До кінця 1927 року цей завод належав фірмі Junkers.  У липні 1928 року завод побудував «дублер», який на випробуваннях показав швидкість 257 км/год і «вісімку» за 24,5 с, що краще за вимогу завдання.
Випробування виявили недостатню міцність конструкції та їх продовжили. 28 лютого 1929 року літак було пошкоджено в аварії. Випробування завершено наприкінці квітня з незначними зауваженнями: «Літак І-4ЮVI І-4 з мотором Юпітер VI може бути рекомендований на постачання повітряного флоту як сучасний винищувач».
На завод № 22 направлений інженер АГОС[розшифрувати абревіатуру] Павло Йосипович Сухий, як представник розробників. У 1932 році він очолив конструкторську бригаду АГОС, змінивши Путілова, який очолив КБ нового Тушинського авіазаводу, де займався освоєнням авіабудування з нержавіючої сталі. Впровадити сталеву конструкцію пропонували у 1931 році і для І-4.
До 1935 літак остаточно застарів. За швидкістю він поступався навіть бомбардувальникам. У бойових діях І-4 не брав участі. У жовтні 1935 року вийшов наказ про зняття І-4 із озброєння. Застарілі літаки були розібрані на запчастини, а три десятки машин було передано до авіашкіл. 
Літак І-4 був проривом у галузі літакобудування, у конструкції якого вперше використовувалися в основному суцільнометалеві компоненти. В результаті літак отримав захист від погодних умов та живучість під час виконання бойових операцій. Однак з технологічного боку виробляти його було дорожче та складніше. 
19 червня 1936 року при виконанні показового польоту оновлений літак І-4 зазнав аварії, льотчик-випробувач Віктор Адольф загинув.

## Серійне виробництво
Перший серійний винищувач виготовлено на початок жовтня 1929 року. Попри завдання, кулеметів стало два, радіостанція в серії не ставилася. Винищувач оснащувався двигуном М-22 у 480 к.с., який стали випускати за ліцензією Гном-Рон у СРСР.
| Виробник  | 1929 | 1930 | 1931 | Всього |
| --------- | ---- | ---- | ---- | ------ |
| Завод №22 | 2    | 163  | 12   | 177    |

## Тактико-технічні характеристики
Технічні характеристики
- Екіпаж: 1

- Довжина: 7,28 м

- Розмах крила: 11,40 м

- Маса порожнього: 978 кг

- Нормальна злітна вага: 1430 кг

- Маса палива у внутрішніх баках: 303 кг

- Силова установка: 1 × зіркоподібний однорядний М-22

- Потужність двигунів: 1 × 480 к.с.

Льотні характеристики:
- Максимальна швидкість:
  - біля землі: 220 км/год
  - на висоті 5000 м: 231 км/год

- Крейсерська швидкість: 186 км/год
- Практична дальність: 840 км

- Тривалість польоту: 2,3 год.

- Практична стеля: 7000 м

- Швидкопідйомність: 555 м/хв

- Час набору висоти: 5000 м за 14,6 хв.

Озброєння:
- Стрілецько-гарматне: 2 × 7,62 мм кулемети ПВ-1 по 1000 набоїв для кожного